# Чеслав
Че́слав — мужское славянское имя, в переводе со старославянского языка — «честная слава». Означает также «славный честью».
Это мужское имя распространено в Польше, встречается в Чехии (341 носитель, 287 место по распространённости), Сербии и некоторых других славянских странах. В России встречается редко.
Близки к имени Чеслав имена Часлав — «ожидающий славы» и Чаеслав — «желающий славы» (от старого слова «чаять» — желать).

## Имя Чеслав в других языках
- Белорусский язык — Чэслаў, Часлаў
- Польский язык — Czesław
- Чешский язык — Česlav
- Сербский язык — Časlav
- Латинский язык — Ceslaus
- Литовский язык — Česlovas

## Именины
- Именины по католическому календарю — 6 и 20 апреля.
- Именины в Польше — 12 июня и 20 июля.
- Именины в Чехии — 16 января.
- Именины в Латвии — 8 февраля.